# Epidendrum parviflorum
Epidendrum parviflorum är en orkidéart som beskrevs av Hipólito Ruiz López och Pav.. Epidendrum parviflorum ingår i släktet Epidendrum och familjen orkidéer. Inga underarter finns listade i Catalogue of Life.